# Confédération Européenne de Volleyball
Confédération Européenne de Volleyball (CEV) är det europeiska volleybollförbundet. Förbundet bildades den 21 oktober 1963. Förutom inomhusvolleyboll organiserar de även beachvolley och snowvolley, och har sitt högkvarter i Luxemburg.

## Medlemmar[4]
- Albanien (dam, herr)
- Andorra (dam, herr)
- Armenien (dam, herr)
- Azerbajdzjan (dam, herr)
- Belarus (dam, herr)
- Belgien (dam, herr)
- Bosnien och Hercegovina (dam, herr)
- Bulgarien (dam, herr)
- Cypern (dam, herr)
- Danmark (dam, herr)
- England (dam, herr)
- Estland (dam, herr)
- Finland (dam, herr)
- Frankrike (dam, herr)
- Färöarna (dam, herr)
- Georgien (dam, herr)
- Gibraltar (dam, herr)
- Grekland (dam, herr)
- Grönland (dam, herr)
- Irland (dam, herr)
- Island (dam, herr)
- Israel (dam, herr)
- Italien (dam, herr)
- Kosovo (dam, herr)
- Kroatien (dam, herr)
- Lettland (dam, herr)
- Liechtenstein (dam, herr)
- Litauen (dam, herr)
- Luxemburg (dam, herr)
- Malta (dam, herr)
- Moldavien (dam, herr)
- Monaco (dam, herr)
- Montenegro (dam, herr)
- Nederländerna (dam, herr)
- Norge (dam, herr)
- Nordirland (dam, herr)
- Nordmakedonien (dam, herr)
- Polen (dam, herr)
- Portugal (dam, herr)
- Rumänien (dam, herr)
- Ryssland (dam, herr)
- San Marino (dam, herr)
- Schweiz (dam, herr)
- Serbien (dam, herr)
- Skottland (dam, herr)
- Slovakien (dam, herr)
- Slovenien (dam, herr)
- Spanien (dam, herr)
- Sverige (dam, herr)
- Tjeckien (dam, herr)
- Turkiet (dam, herr)
- Tyskland (dam, herr)
- Ukraina (dam, herr)
- Ungern (dam, herr)
- Wales (dam, herr)
- Österrike (dam, herr)

## Zonorganisationer
De kontinentala volleybollförbunden består ofta av ett antal mindre zonorganisationer av varierande storlek, som bland annat arrangerar olika tävlingar. För CEV är dessa:
- Balkan Volleyball Association (BVA) – 11 medlemmar (Albanien, Bosnien och Hercegovina, Bulgarien, Grekland, Kosovo, Moldavien, Nordmakedonien, Montenegro, Rumänien, Serbien och Turkiet)
- Eastern European Volleyball Zonal Association (EEVZA) – 10 medlemmar (Armenien, Azerbajdzjan, Belarus, Estland, Georgien, Lettland, Litauen, Polen, Ryssland och Ukraina)
- Middle European Volleyball Zonal Association (MEVZA) – 8 medlemmar (Cypern, Israel, Kroatien, Slovakien, Slovenien, Tjeckien, Ungern och Österrike)
- North European Volleyball Zonal Association (NEVZA) – 8 medlemmar (Danmark, England, Finland, Färöarna, Grönland, Island, Norge och Sverige)
- Western European Volleyball Zonal Association (WEVZA) – 8 medlemmar (Belgien, Frankrike, Italien, Nederländerna, Portugal, Schweiz, Spanien och Tyskland)
- Small Countries Association (SCA) – 14 medlemmar (Andorra, Färöarna, Gibraltar, Grönland, Island, Irland, Liechtenstein, Luxemburg, Malta, Monaco, Nordirland, San Marino, Skottland och Wales)

Färöarna, Grönland och Island är med i både NEVZA och SCA. Schweiz var tidigare medlem av MEZVA. Zonorganisationerna omfattar vanligen geografiskt närstående länder. Ett undantag är SCA som består av länder med få volleybollspelare. I MEZVA ingår Cypern och Israel, trots att dessa länderna inte ligger i Centraleuropa.

## Tävlingar
CEV arrangerar ett relativt stort antal tävlingar. I volleyboll gäller detta framförallt för landslag, men de arrangerar även tre stora klubblagstävlingar. CEV arrangerar även tävlingar i beachvolley och snowvolley I det senare fallet har EM bara genomförts en gång (2018). De olika zonorganisationerna organiserar även de tävlingar.

### Volleyboll
| Tävling                | Damer   | Herrar |
| ---------------------- | ------- | ------ |
| Seniorlandslag         |         |        |
| EM                     | damer   | herrar |
| European Golden League | damer   | herrar |
| European Silver League | damer   | herrar |
| Juniorlandslag         |         |        |
| U22-EM                 | damer   | herrar |
| U20-EM                 | damer   | herrar |
| U18-EM                 | flickor | pojkar |
| U17-EM                 | flickor | pojkar |
| Klubbar                |         |        |
| CEV Champions League   | damer   | herrar |
| CEV Cup                | damer   | herrar |
| CEV Challenge Cup      | damer   | herrar |

### Beachvolley
| Tävling        | Damer | Herrar |
| -------------- | ----- | ------ |
| Seniorlandslag |       |        |
| EM             | damer | herrar |
| Nations Cup    | damer | herrar |
| Juniorlandslag |       |        |
| U22-EM         | damer | herrar |
| U20-EM         | damer | herrar |
| U18-EM         | damer | herrar |